# تانا الکسا
تانا الکسا (انگلیسی: Thana Alexa؛ زادهٔ ۱۹ مارس ۱۹۸۷) خواننده سبک جاز، آهنگساز، تنظیم‌کننده، تهیه‌کننده موسیقی آمریکایی است.